# Okręg wyborczy Leyton and Wanstead
Okręg wyborczy Leyton and Wanstead powstał w 1997 i wysyła do brytyjskiej Izby Gmin jednego deputowanego. Okręg obejmuje część London Borough of Redbridge i London Borough of Waltham Forest w północno-wschodnim Londynie.

## Deputowani do brytyjskiej Izby Gmin z okręgu Leyton and Wanstead
- 1997-2010: Harry Cohen, Partia Pracy
- 2010-2024: John Cryer, Partia Pracy
- 2024- : Calvin Bailey, Partia Pracy[2]